# Bodo Henke
Bodo Henke (* 1937 in Trebitsch, Kreis Friedeberg Nm., Provinz Brandenburg) ist ein deutscher Maler und Bildhauer und ehemaliger Lehrer.

## Leben und Wirken
Bodo Henke wurde 1937 in der Neumark im Ort Trebitsch geboren. Nach dem Zweiten Weltkrieg siedelte er 1945 nach Brandenburg an der Havel um. 1955 legte er sein Abitur ab und studierte anschließend am Pädagogischen Institut Erfurt Deutsch und Kunsterziehung. Drei Jahre später, 1958, legte er seine Staatsexamensprüfung ab und wurde Lehrer. Von 1961 bis 1991 arbeitete er an der Polytechnischen Oberschule Maurice Thorez und von 1991 bis 2001 am Gymnasium Neustadt beziehungsweise Von Saldern-Gymnasium Europaschule in Brandenburg an der Havel als Kunstlehrer. Daneben war er von 1990 bis 1995 Dozent an der Wredow’schen Zeichenschule. 2001 erfolgte seine Pensionierung.

## Ausstellungen

### Personalausstellungen
- 1968, 1978, 1991: Haus der Lehrer in Potsdam
- 1969/1970, 1987: Fontaneklub in Brandenburg an der Havel
- 1980: Pädagogisches Kreiskabinett in Brandenburg an der Havel
- 1984, 1987: Klubhaus im Klinikum Brandenburg
- 1993: Kunstcafé in Kyritz
- 2000, 2002: Sorat Hotel in Brandenburg an der Havel
- 2003: Kulturscheune in Wusterwitz
- 2003, 2004: Amtsgalerie in Ketzin/Havel
- 2010: Rochow-Museum in Reckahn
- 2012: Kunsthalle Brennabor in Brandenburg an der Havel
- 2017: versuchungen – behauptungen – sichtweisen in holz und auf papier – Stadtmuseum Brandenburg, in den Räumlichkeiten des Gotischen Hauses in Brandenburg an der Havel

### Ausstellungsbeteiligungen
- seit 1962: Volkskunstausstellungen in Brandenburg an der Havel, Potsdam und Berlin
- seit 1992: OFF-ART, Brandenburg an der Havel
- 1995: Bildhauer-Symposium in Karwe bei Neuruppin
- 1996: Pflastersteine in der Hauptstraße in Brandenburg an der Havel
- 2004: Bilder der 60er Jahre in der Brennabor-Galerie in Brandenburg an der Havel
- 2004, 2005, 2006: Ausstellungen in der Kunstmühle auf dem Domstiftsgut Mötzow
- 2006: 3. Erotischer Salon in der Galerie am Neuen Palais in Potsdam[1]
- 2007: Kunst im Industriedenkmal, im Industriemuseum Brandenburg an der Havel[2]